# Alberto Junior Rodríguez
Alberto Junior Rodríguez Valdelomar (ur. 31 marca 1984 w Limie) – peruwiański piłkarz grający na pozycji obrońcy. W reprezentacji Peru zadebiutował w 2003 roku.